# Cheryl Campbell
Cheryl Campbell (St Albans, 22 maggio 1949) è un'attrice britannica.

## Biografia
Nata nella contea dell'Hertfordshire e figlia di una pilota di aerei di linea, frequentò la prestigiosa London Academy of Music and Dramatic Art (LAMDA). Raggiunse la notorietà verso la fine degli anni '70, come co-protagonista assieme a Bob Hoskins della serie tv di BBC Pennies From Heaven, con cui ottenne la prima nomination ai British Academy Television Award (BAFTAs). Divenne famosa nel ruolo di Vera Brittain nella miniserie televisiva Testament of Youth del 1979, per cui ricevette il premio alla Miglior Attrice ai BAFTAs e ai Broadcasting Press Guild Award del 1980, oltre che per la sua presenza nei cast principali della miniserie Malice Aforethought e del film per la televisione The Duke of Wellington. Tra i suoi ruoli più noti anche quello di Jennie Liddell nel film del 1981 Momenti di gloria.

### Teatro
Come attrice teatrale Campbell fece due volte parte della Royal Shakespeare Company. Qui nel 1982 interpretò Nora Helmer nell'adattamento di Adrian Noble dello spettacolo di Henrik Ibsen Casa di bambola (che le valse il Laurence Olivier Award per la Miglior attrice in un revival nel 1982). Quella stessa stagione, apparve anche come Diana in Tutto è bene quel che finisce bene di William Shakespeare.
Tornata alla RSC tra il 1992 e il 1994, fu Lady Macbeth della controversa messa in scena di Macbeth diretta da Derek Jacobi, Beatrice-Joanna in The Changeling; Mistress Ford in Le allegre comari di Windsor e Natasha in Misha's Party. Ha lavorato saltuariamente anche nella compagnia del Royal National Theatre di Londra: inizialmente come membro minore nel 1975, interpretando Freda nella produzione di Sir Peter Hall del John Gabriel Borkman (con attori del calibro di Ralph Richardson, Peggy Ashcroft e Wendy Hiller) e tra il 1995 e il 2003 come attrice protagonista in altre messe in scena come il Volpone di Matthew Warchus e Rumori fuori scena.

## Filmografia

### Cinema
- McVicar, regia di Tom Clegg (1980)
- La spada di Hok (Hawk the Slayer), regia di Terry Marcel (1980)
- Momenti di gloria (Chariots of Fire), regia di Hugh Hudson (1981)
- The Shooting Party, regia di Alan Bridges (1984)
- Greystoke - La leggenda di Tarzan, il signore delle scimmie (Greystoke: The Legend of Tarzan, Lord of the Apes), regia di Hugh Hudson (1984)
- Tamara Drewe - Tradimenti all'inglese (Tamara Drewe), regia di Stephen Frears (2010)

### Televisione
- Edward the Seventh – serie TV, episodi 1x08-1x10 (1975)
- Pennies From Heaven – serie TV, 6 episodi (1978)
- L'ispettore Regan (The Sweeney) – serie TV, episodio 4x09 (1978)
- Lillie – serie TV, 3 episodi (1978)
- The Duke of Wellington – film TV (1979)
- Malice Aforethought – miniserie TV, 4 episodi (1979)
- Testament of Youth – miniserie TV, 5 episodi (1979)
- Rain on the Roof – film TV (1980)
- The Seven Dials Mystery – film TV (1981)
- A Winter Harvest – serie TV, 3 episodi (1984)
- Absurd Person Singular - film TV (1985)
- Miss Marple (Agatha Christie's Marple) – serie TV, episodio 1x05 (1986)
- Boon – serie TV, episodio 5x13 (1990)
- L'ispettore Morse (Inspector Morse) – serie TV, episodio 4x01 (1990)
- Le avventure di Sherlock Holmes – serie TV, episodio 1x01 (1991)
- Maigret – serie TV, episodio 1x01 (1992)
- Bramwell – serie TV, episodio 2x03 (1996)
- Jack Frost – serie TV, episodio 6x01 (1999)
- L'ispettore Barnaby (Midsomer Murders) – serie TV, episodio 3x04-15x05 (2000-2013)
- Monsignor Renard, regia di Malcolm Mowbray e David Wheatley – miniserie TV, 4 puntate (2000)
- Foyle's War – serie TV, episodio 1x03 (2002)
- Waking the Dead – serie TV, episodi 5x09-5x10 (2005)
- Spooks – serie TV, episodio 5x10 (2006)
- Dalziel and Pascoe – serie TV, episodi 11x03-11x04 (2006)
- Lewis – serie TV, episodio 2x02 (2008)
- William and Mary – serie TV, 18 episodi (2003-2005)
- Funland, regia di Dearbhla Walsh, Susan Tully e Brian Kirk – miniserie TV, 6 puntate (2005)
- Peep Show – serie TV, episodi 4x01-4x06 (2007)
- Casualty – serie TV, 10 episodi (2011)
- L'amore e la vita - Call the Midwife (Call the Midwife) – serie TV, 3 episodi (2012-2014)
- Breathless, regia di Paul Unwin, Marek Losey e Philippa Langdale – miniserie TV, 5 puntate (2013)
- Doctor Foster – serie TV, 3 episodi (2015)

## Doppiatrici italiane
- Paola Piccinato in Momenti di gloria
- Isabella Pasanisi in Greystoke - La leggenda di Tarzan, il signore delle scimmie
- Roberta Greganti in Le avventure di Sherlock Holmes
- Serena Verdirosi in Miss Marple
- Ludovica Modugno in Poirot
- Vittoria Febbi in L'amore e la vita - Call the Midwife

## Riconoscimenti
- British Academy Television Award
  - British Academy Television Award per la miglior attrice#1980-1989 – Migliore attrice per The Duke of Wellington, Malice Aforethought e Testament of Youth
- Laurence Olivier Award
  - 1982 - Miglior attrice in un revival